# Александър Кондонис
Александър (на гръцки: Αλέξανδρος, Александрос) е гръцки духовник, митрополит на Цариградската патриаршия и на Църквата на Гърция.

## Биография
Роден е с името Кондонис (Κοντώνης) или Кандонис (Καντώνης) в 1907 година в малоазиатския град Амисос. В 1937 година завършва Семинарията на Халки. Ръкоположен е за дякон през 1936 г. и за презвитер през 1939 година. В 1939-40 година при патриарх Вениамин Константинополски служи в Галац, Румъния и преподава гръцки в местната гимназия. След това е свещеник и проповедник в Цариград, Солун и Атина.
На 21 ноември 1965 година е ръкоположен за митрополит на Филипийската, Неаполска и Тасоска епархия, управлявана от елевтеруполския митрополит Амвросий след избора на владиката Хрисостом за гръцки архиепископ в 1962 година.
В 1974 година е прехвърлен като митрополит на новата Перистерска епархия.
Умира на 5 май 1978 година.